# كيم شنايدر
كيم شنايدر هي لاعبة كرلنغ كندية، ولدت في 21 أغسطس 1984 في ريجاينا في كندا.

## وصلات خارجية
- كيم شنايدر على موقع الاتحاد الدولي للكرلنغ (الإنجليزية)